# John B. Connally
John B. Connally   (Floresville, 27 de febrer de 1917 - Houston, 15 de juny de 1993) fou un polític dels Estats Units, que durant la seva vida política fou membre del partit republicà i del partit demòcrata.
Després d'haver obtingut una llicenciatura en dret a la Universitat de Texas, Connally serví a l'exèrcit durant la Segona Guerra Mundial, després de la qual esdevingué assistent de Lyndon B. Johnson, el qual era aleshores un jove congressista per Texas, i amb el qual mantingué lligams estrets.
El 1961, el president John F. Kennedy nomenà Connally Secretari de l'Armada (una de les tres branques en què es divideix el Departament de Defensa. Connally va dimitir onze mesos més tard per convertir-se en governador de Texas, funció que ocupà fins a 1969. El 22 de novembre de 1963, Connally fou seriosament ferit en el moment que es trobava dins el cotxe del president Kennedy, el dia en què Kennedy fou assassinat a Dallas (Texas).
El president Richard Nixon nomenà Connally Secretari del Tresor el 1971, funció que ocupà fins al 1972. Fou en aquest lloc que, davant d'una delegació europea inquieta per la fluctuació del dòlar, Connally va respondre: el dòlar és la nostra moneda però és el vostre problema.
El 1973 s'afilià al Partit Republicà. Intentà (sense èxit) el 1980, obtenir la investidura republicana per a l'elecció presidencial. Morí el 15 de juny de 1993.
La seva dona, Nellie, morí l'1 de setembre del 2006. Ella era el darrer passatger de la limusina dels esdeveniments de Dallas que encara restava amb vida, després de la mort de Jacqueline Kennedy el 1994.